# Arbéost
Arbéost é uma comuna francesa na região administrativa de Occitânia, no departamento dos Altos Pirenéus. Estende-se por uma área de 14,9 km², Em 2010 a comuna tinha 85 habitantes (densidade: 5,7 hab./km²)..